# مطثية مختزلة لحمض الخليك
مطثية مختزلة لحمض الخليك (الاسم العلمي: Clostridium acetireducens) هي نوع من البكتيريا يتبع جنس المطثية من الفصيلة المطثاوية.